# Pseudorhombus natalensis
Pseudorhombus natalensis är en fiskart som beskrevs av Gilchrist, 1904. Pseudorhombus natalensis ingår i släktet Pseudorhombus och familjen Paralichthyidae. Inga underarter finns listade i Catalogue of Life.